# 한산향교
한산향교(韓山鄕校)는 대한민국 충청남도 서천군 한산면에 있는 조선시대의 향교이다. 1997년 12월 23일 충청남도 기념물 제131호로 지정되었다.

## 개요
향교는 공자와 여러 성현께 제사를 지내고 지방민의 교육과 교화를 위해 나라에서 세운 교육기관이다.
한산향교를 세운 시기는 정확하게 알 수 없으나 고려 충렬왕(재위 1274∼1298) 때 동산리 유산에 세운 것으로 추정한다. 이후 조선 현종 10년(1669)에 지금 있는 자리로 옮겼고 철종 1년(1850)부터 이듬해까지 크게 고쳐 지었다.
건물 배치는 앞쪽에 학문을 배우는 공간인 명륜당이 있고 뒤쪽에 제사지내는 공간인 대성전이 있어 전학후묘 형태를 따르고 있다.
대성전은 앞면 3칸·옆면 3칸 규모로 지붕은 옆면에서 볼 때 사람 인(人)자 모양인 맞배지붕이다. 강당인 명륜당은 앞면 4칸·옆면 2칸 규모로 맞배지붕 옆면에 바람막이 풍판을 설치했다. 이외의 건물로는 학생들의 기숙사로 쓰이던 동재와 서재가 있는데 보통 명륜당의 좌우에 세우지만 이곳은 지대가 폭이 좁고 길이가 길어 동재는 명륜당 오른쪽에, 서재는 담장 밖에 자리잡고 있다.

## 같이 보기
- 향교

## 참고 자료
- 한산향교 - 국가유산청 국가유산포털